# Göritz
Göritz è un comune di 790 abitanti del Brandeburgo, in Germania.

Appartiene al circondario dell'Uckermark ed è parte della comunità amministrativa di Brüssow (Uckermark).

## Geografia antropica

### Suddivisioni amministrative
- Göritz, con le località:
  - Malchow
  - Tornow